# Drephalys alcmon
Drephalys alcmon är en fjärilsart som beskrevs av Pieter Cramer 1779. Drephalys alcmon ingår i släktet Drephalys och familjen tjockhuvuden. Inga underarter finns listade i Catalogue of Life.

## Bildgalleri

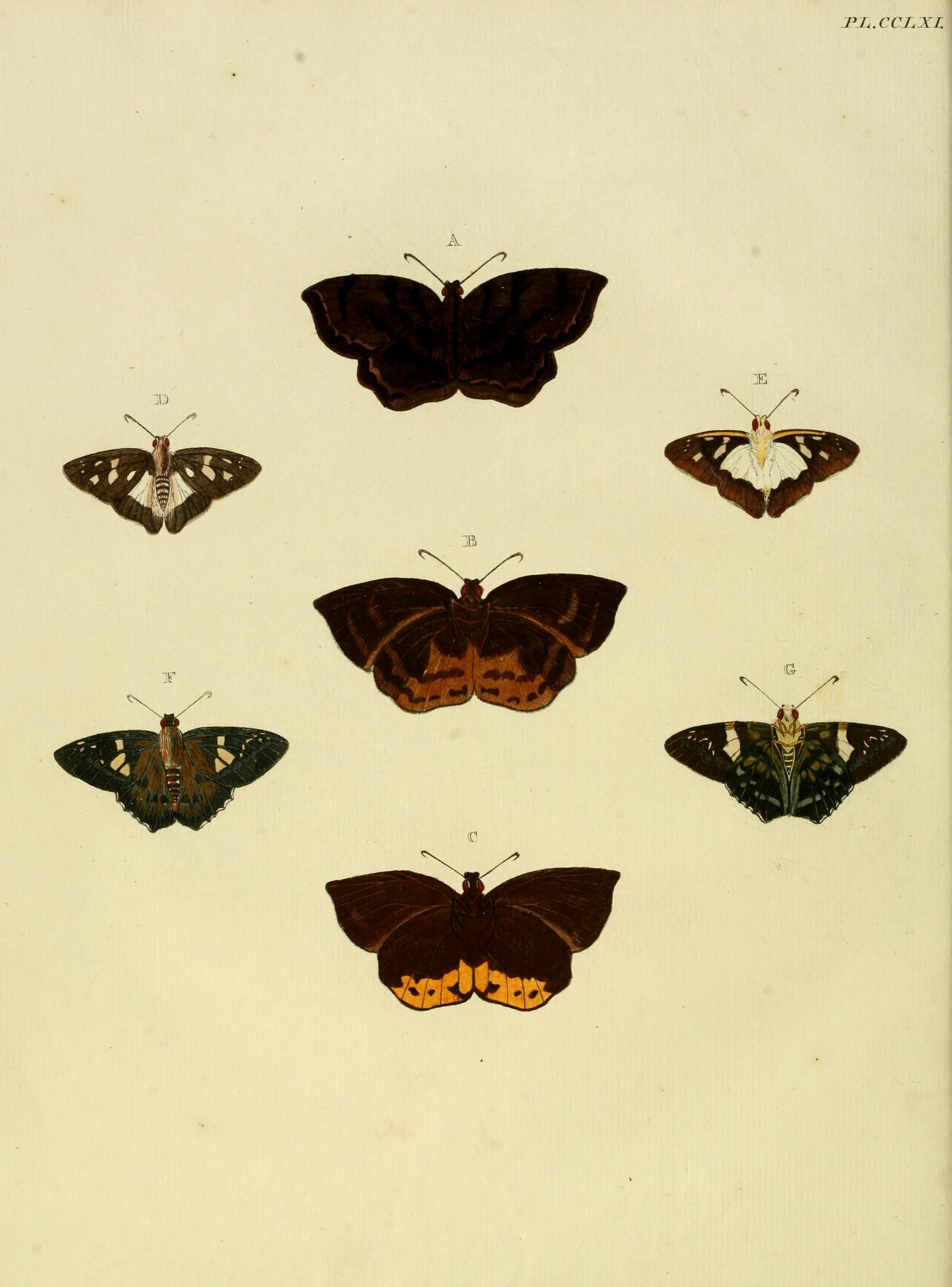